# St. Peter und Paul (Scharmede)

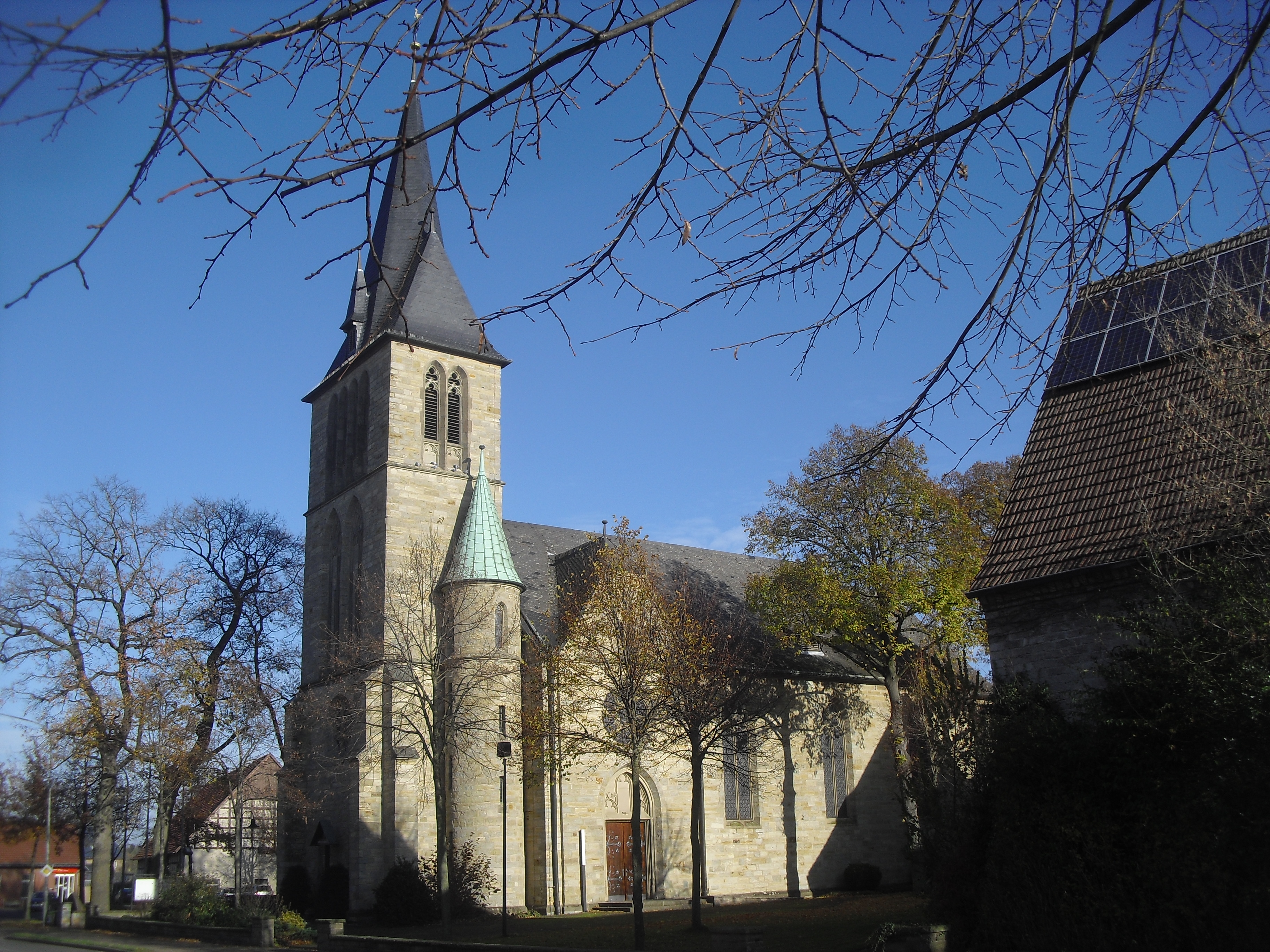
St. Peter und Paul

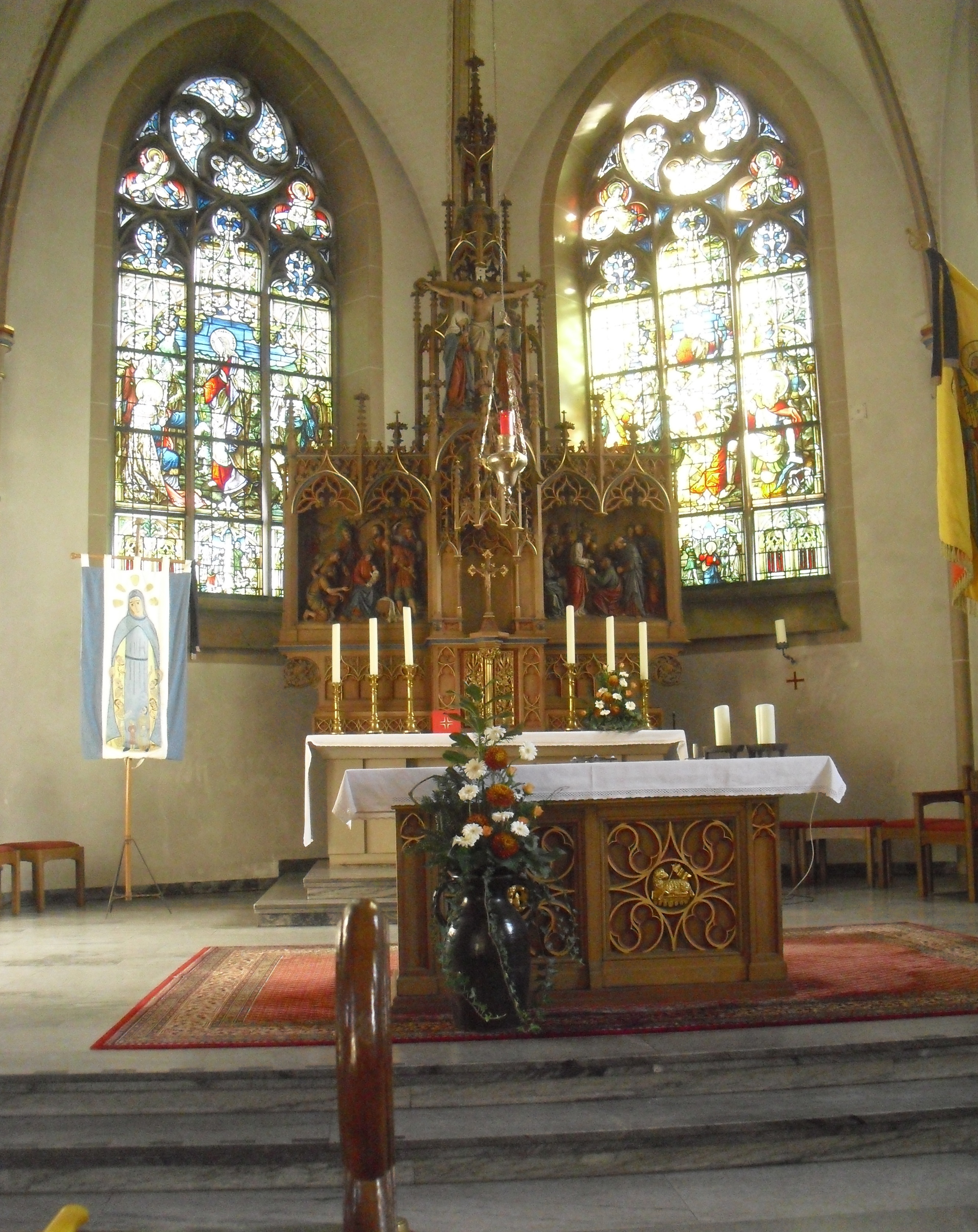
Chorraum

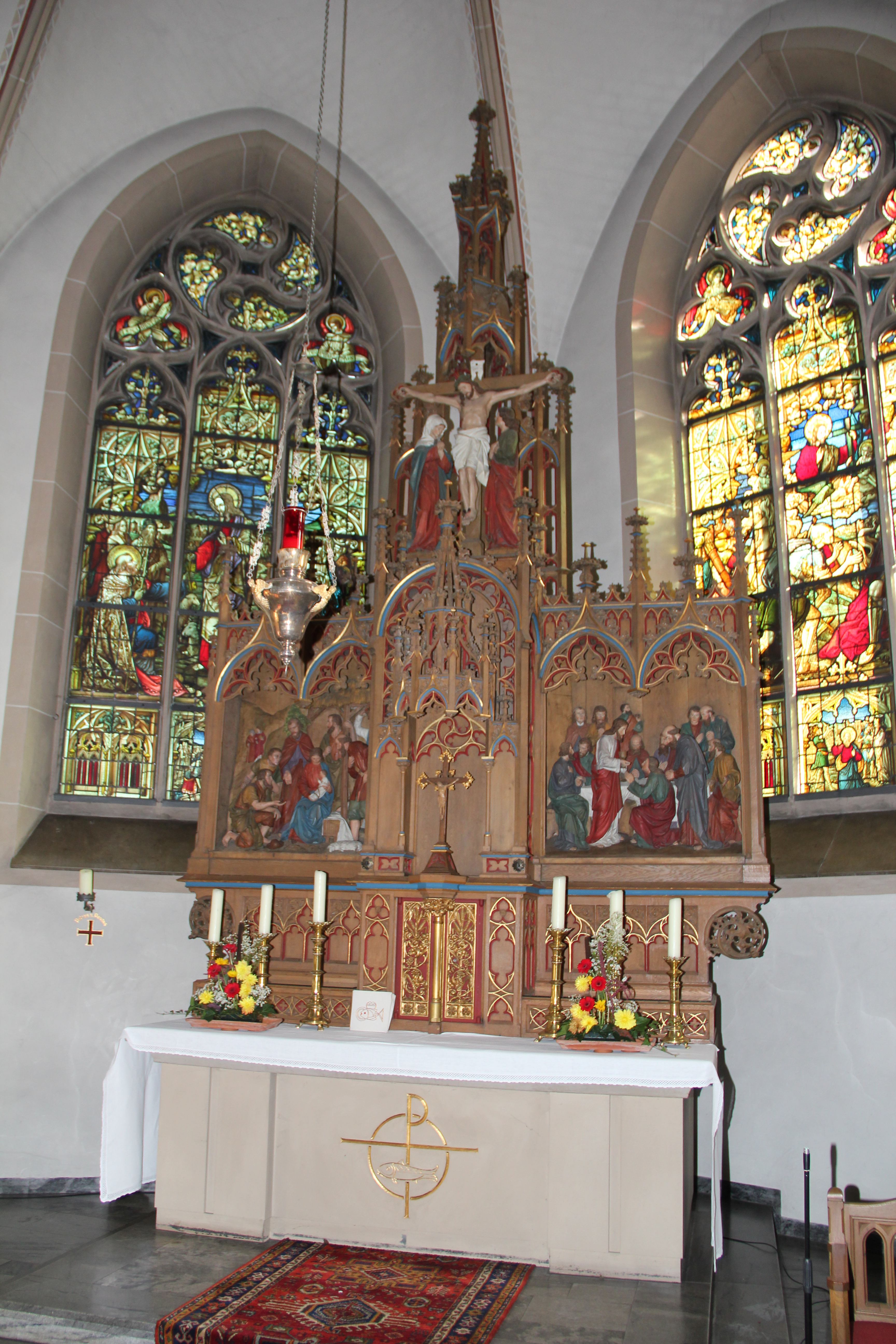
Hochaltar der Kirche St. Peter und Paul in Scharmede

Die katholische Pfarrkirche St. Peter und Paul ist ein denkmalgeschütztes Gebäude in Scharmede, einem Stadtteil von Salzkotten im Kreis Paderborn (Nordrhein-Westfalen).

## Geschichte und Architektur
Die neugotische Wandpfeilerkirche mit einem Chor im 4/6 Schluss wurde von 1905 bis 1906 von Franz Mündelein aus hammerrechtem Bruchstein errichtet. Der Westturm ist vorgelagert, über dem südlichen Eingang befindet sich ein Knüppelwalmgiebel.

## Ausstattung
- Der Hochaltar ist mit reichem Schnitzwerk versehen, er wurde 1906 von Ferdinand Mündelein geschaffen.
- Das Kruzifix aus Holz ist aus der Zeit um 1500.
- Die Doppelmadonna aus Holz wurde im 16. Jahrhundert geschnitzt.
- Die Figuren des Petrus, des Paulus und des Antonius sind Arbeiten aus der Zeit um 1700.
- In dem Turm hängen vier Glocken, von denen die drei Größeren in den Tönen g1, b1 und c2 erklingen und nach dem Zweiten Weltkrieg gegossen wurden. Des Weiteren existiert eine alte Glocke, welche jedoch weder läutbar ist noch benutzt wird.